# Fulgence Bienvenüe
Fulgence Marie Auguste Bienvenüe (Uzel, Côtes-d'Armor, Bretaña, 27 de enero de 1852-París, 3 de agosto de 1936) fue un ingeniero de carreteras y puentes francés, conocido por su papel en la construcción del  Metro de París. 

## Biografía
Nacido en 1852, se graduó como ingeniero civil en 1872. Sus primeros trabajos se centraron en la construcción de varias líneas de ferrocarril en Mayenne. En el transcurso de una de sus obras, se partió el brazo izquierdo y tuvo que amputárselo. Se trasladó a París en 1886, donde se convirtió en ingeniero jefe del Metro de París en 1896. Supervisó su construcción durante más de tres décadas, jubilándose el 6 de diciembre de 1932.